# Sofien-Quadrille
Die Sofien-Quadrille ist eine Quadrille von Johann Strauss (Sohn) (op. 75). Sie wurde am 13. Januar 1850 im Sofienbad-Saal in Wien erstmals aufgeführt.